# Jurinia nigriventris
Jurinia nigriventris là một loài ruồi trong họ Tachinidae.